# Vietnámi Köztársaság
A Vietnámi Köztársaság vagy Dél-Vietnám név egy olyan államra utal, mely egészen 1975-ig irányította Vietnám déli részét. Nemzetközileg 1950-ben mint Vietnám Állam (1949–1955), majd mint Vietnámi Köztársaság (1955-75) ismerték el. Fővárosa Saigon volt. A Dél-Vietnám és az Észak-Vietnám kifejezések 1954, a Genfi Konferencia után váltak az országok gyakori megnevezéseivé. Ezen a konferencián osztották fel Vietnámot a 17. szélességi kör mentén kommunista és nem-kommunista területekre.
Dél-Vietnám története Kokinkína francia gyarmatig visszavezethető. Ez Francia Indokína része volt, mely Vietnám déli egyharmadát foglalta magába. A második világháború után Ho Si Minh vezetésével a Việt Minh Hanoiban kikiáltotta Vietnám függetlenségét. A nem kommunista vietnámi politikusok Bảo Đại volt császár vezetésével Saigonban megalakították saját kormányukat. A volt uralkodót Ngô Đình Diệm 1955-ben egy meghamisított eredményű népszavazás után váltotta az ország élén. Miután Diệmt 1963-ban egy katonai puccsal eltávolították az ország éléről, az ő uralmát rövid ideig hatalmon lévő katonai kormányok követték. 1967 és 1975 között Nguyễn Văn Thiệu tábornok vezette az országot. A vietnámi háború 1959-ben a Vietkong fegyveres erők felkelésével vette kezdetét. A felkelőket az Észak-vietnámi Hadsereg támogatta. A háború csúcspontja az 1968-as Tet Offenzíva volt. Ekkor több mint 1,5 millió dél-vietnámi és 500 000 amerikai katona volt Dél-Vietnámban. A Párizsban 1973. januárban megkötött békeszerződés ellenére a harcok egészen addig folytatódtak, míg Észak-Vietnám 1975 áprilisában el nem foglalta Saigont.

## Vezetők
- 1946–47 Kokin-kínai Autonóm Köztársaság (Chính phủ Cộng hoà Nam Kỳ tự trị). A köztársaságot Franciaország kiáltotta ki, hogy kikerülhesse azt az ígéretét, mely szerint elismeri a független Vietnámot.
  - Nguyễn Văn Thinh (1946)
- 1947–48 Dél-vietnámi Köztársaság[1] (Chánh phủ lâm thời Nam phần Việt Nam). A vietnámi név innentől nem jelzi, hogy Kokhokhina független lenne Vietnámtól.
  - Nguyễn Văn Xuân (1947–48)
- 1948–49 Ideiglenes Központi Vietnámi kormány (Thủ tướng lâm thời Quốc gia Việt Nam). Ez a „Vietnám előtti” kormány egy egységes Vietnám létrehozására készült.
  - Nguyễn Văn Xuân (1948–49)
- 1949–55 Vietnám Állam (Quốc gia Việt Nam). Nemzetközileg 1950-ben ismerték el. 1954-ben a 17. szélességi kör mentén kettéosztották.
  - Bảo Đại (1949–1955). 1945-ben lemondatták császári tisztségéről.
- 1955–75 Vietnámi Köztársaság (Việt Nam Cộng Hòa). Észak-Vietnám és a Vietkong harcolt Dél-Vietnám ellen (1959–1975).
  - Ngô Đình Diệm (1955–1963). A kezdetekben az amerikaiak támogatták, de később egy általuk támogatott puccs során elkergették és kivégezték.
  - 1963–65-ben számos rövid életű kormány és sok államcsíny volt. A kormányok közül többnek az élén is vagy Dương Văn Minh vagy Nguyễn Khánh állt.
  - Nguyễn Văn Thiệu (1965–1975). A legfőbb vezető 1965–1967-ben Nguyễn Cao Kỳ miniszterelnök volt.
  - Trần Văn Hương (1975)
  - Dương Văn Minh (másodszor) (1975). Mikorra a többiek lemondtak, megadta magát a kommunistáknak.
- 1975-76 A Dél-vietnámi Köztársaság Átmeneti Forradalmi Kormánya (Chính phủ Cách mạng lâm thời Cộng hoà miền Nam Việt Nam). A fennhatóság csak névleges, mivel a területet az Észak-vietnámi Népfront már elfoglalta.
  - Huỳnh Tấn Phát (1975–76)

## Története

### Alapítás: Vietnám Népe

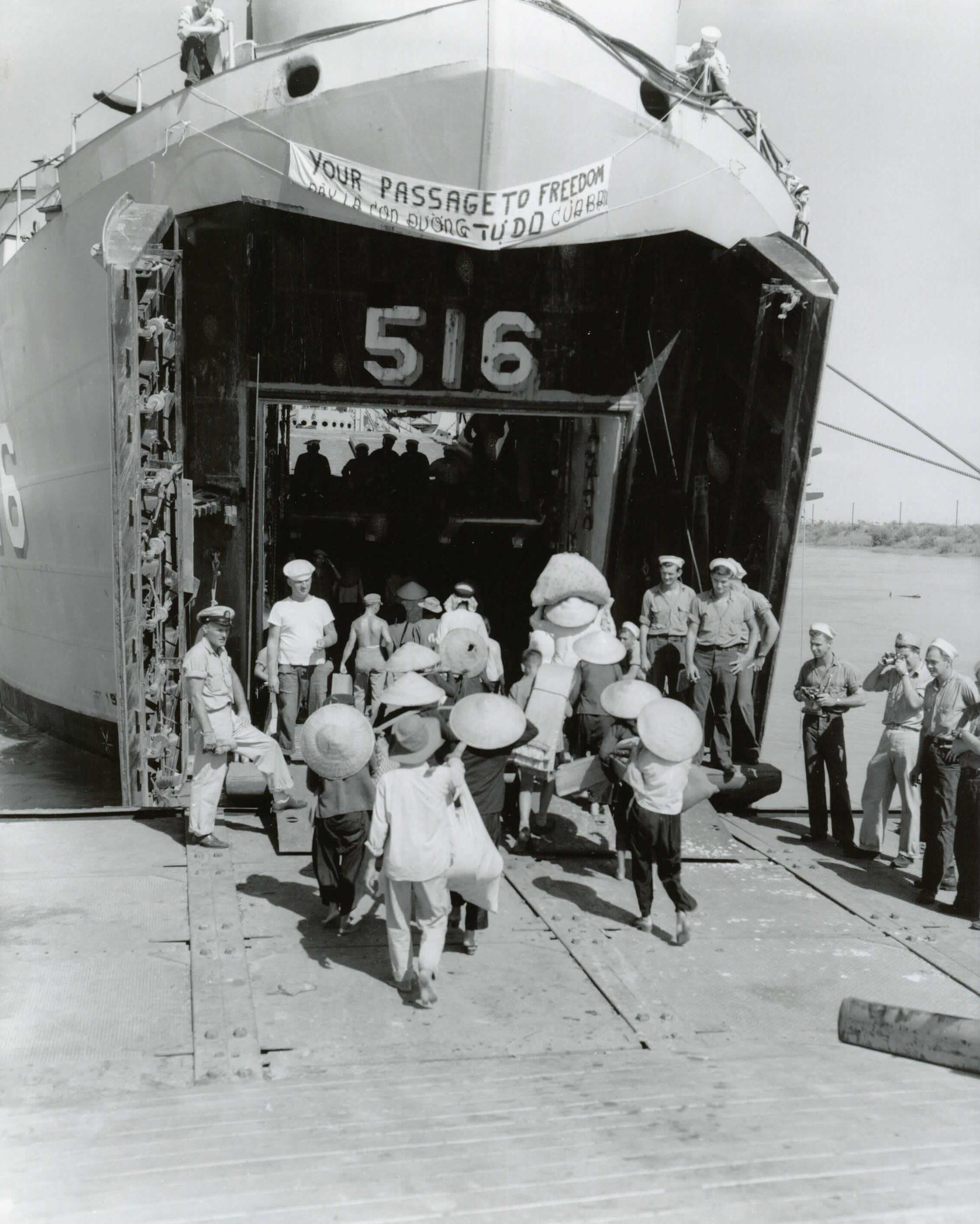
Több mint 293.000 vietnámi menekült hagyta el az újonnan megalapított Észak-Vietnámot 1954. októberben.

A második világháború előtt Vietnám déli harmada kokhinkhina francia gyarmat volt, melyet Francia Indokína részeként egy kormányzó Hanoiból irányított. Vietnám északi kétharmada az Annami Protektorátushoz tartozott, amit a vietnámi bábcsászár és a francia–vietnámi közigazgatási rendszer felügyelt. Franciaország Kokinkinát 1862-ben foglalta el. A terület képviselőt küldhetett a Francia Nemzetgyűlésbe. Ezt a területet sokkal inkább fejlesztették s nagyobb volt itt a franciák érdeke, mivel francia tulajdonú gumiültetvények voltak Indokínának ezen a részén. A második világháború elején a Vichy-kormány irányította, majd Japán megszállás alá került. Mikor 1945-ben a japánok kivonultak, Bảo Đại császárt elmozdították trónjáról, s a Việt Minh vezetője, Ho Si Minh Hanoiban kikiáltotta a Vietnámi Demokratikus Köztársaság függetlenségét. Szeptemberben délen visszaállították a francia irányítást. 1946. júniusban kikiáltotta Francia Indokínán belül a Kokhinkinai Köztársaságot. A feldühödött vietnámi tárgyalódelegáció erre válaszul megszakította Franciaországgal a tárgyalásokat, így lehetőséget biztosítottak Franciaországnak arra, hogy az ígéretükkel ellentétesen ne ismerjék el Vietnám függetlenségét. Ho elűzte Vietnámból a nem kommunista politikusokat. Az első francia indokínai háború decemberben azzal vette kezdetét, hogy a franciák visszaszerezték Hanoit és több más északi várost.
1949. június 14-én az antikommunista vietnámiak és a francia kormány együttműködésének eredményeképp megalakult Vietnám Állam. Bảo Đại volt császár elfogadta a felkérést, hogy legyen az állam vezetője (quoc truong). Ez 'Bao Dai-megoldás' néven vált ismertté. A vietnámi gyarmati problémák 1949. októberben váltak a hidegháború részévé, mikor egy diadalmas kommunista kínai fegyveres csoport megérkezett az ország északi határához. 1950-ben Kína, Oroszország és más kommunista nemzetek elismerték a Vietnámi Demokratikus Köztársaság függetlenségét, míg az USA és más, nem kommunista vezetésű állam Bảo Đại kormányának fennhatóságát ismerte el.
Franciaország és a Việt Minh az 1954-es Genfi Konferencián abban állapodott meg, hogy a 17. szélességi foktól délre fekvő területek a Vietnám Állam fennhatósága alá kerülnek, az egyesülés kérdését pedig az 1956-os választások kimenetelétől tették függővé. A konferenciával egy időben még úgy gondolták, hogy a déli terület továbbra is francia irányítás alatt marad. Azonban Dél-Vietnám vezetője, Ngô Đình Diệm, aki a francia segítséggel szemben előnyben részesítette az amerikaiakét, visszautasította a megállapodást. Vietnám felosztásakor 800.000–1.000.000, többségében, de nem kizárólag római katolikus keresztény ember menekült át Dél-Vietnámba. Elsősorban a vallási üldöztetéstől féltek.

## Gazdasága
Dél-Vietnám fennállása alatt főleg tajvani és dél-koreai mintákat követve szabadpiaci kapitalista gazdasággal bírt. Az állam saját légitársaságot is alapított Air Vietnam néven. A háború alatt jelentősen támaszkodtak az amerikai gazdasági és pénzügyi segélyekre, valamint nagyszámú amerikai befektetés történt az országban 1961 és 1973 között. A háború alatt az ország gazdasága dinamikusan fejlődött, többek az 1954 és 1973 közti időszakban az energiatermelés tizennégyszeresére nőtt, míg az ipari termelés évente átlagosan 6,9%-kal bővült. Ugyanúgy az élelmiszertermelés alapját jelentő rizstermelés 203%-kal emelkedett. Az amerikai támogatás 1973-ban tetőzött (2,3 milliárd amerikai dollár). 1974-ben az Egyesült Államok 1,1 milliárd dollárra csökkentette a Dél-Vietnámnak nyújtott támogatását, amely súlyos gazdasági válságot idézett elő az országban. Ezt tovább tetézte a kőolaj 1973-as árának robbanása is.